# Boaz (Wisconsin)
Boaz é uma vila localizada no estado norte-americano de Wisconsin, no Condado de Richland.

## Demografia
Segundo o censo norte-americano de 2000, a sua população era de 137 habitantes. 
Em 2006, foi estimada uma população de 135, um decréscimo de 2 (-1.5%).

## Geografia
De acordo com o United States Census Bureau tem uma área de 
0,9 km², dos quais 0,9 km² cobertos por terra e 0,0 km² cobertos por água. Boaz localiza-se a aproximadamente 324 m acima do nível do mar.

## Localidades na vizinhança
O diagrama seguinte representa as localidades num raio de 24 km ao redor de Boaz. 